# Tajine

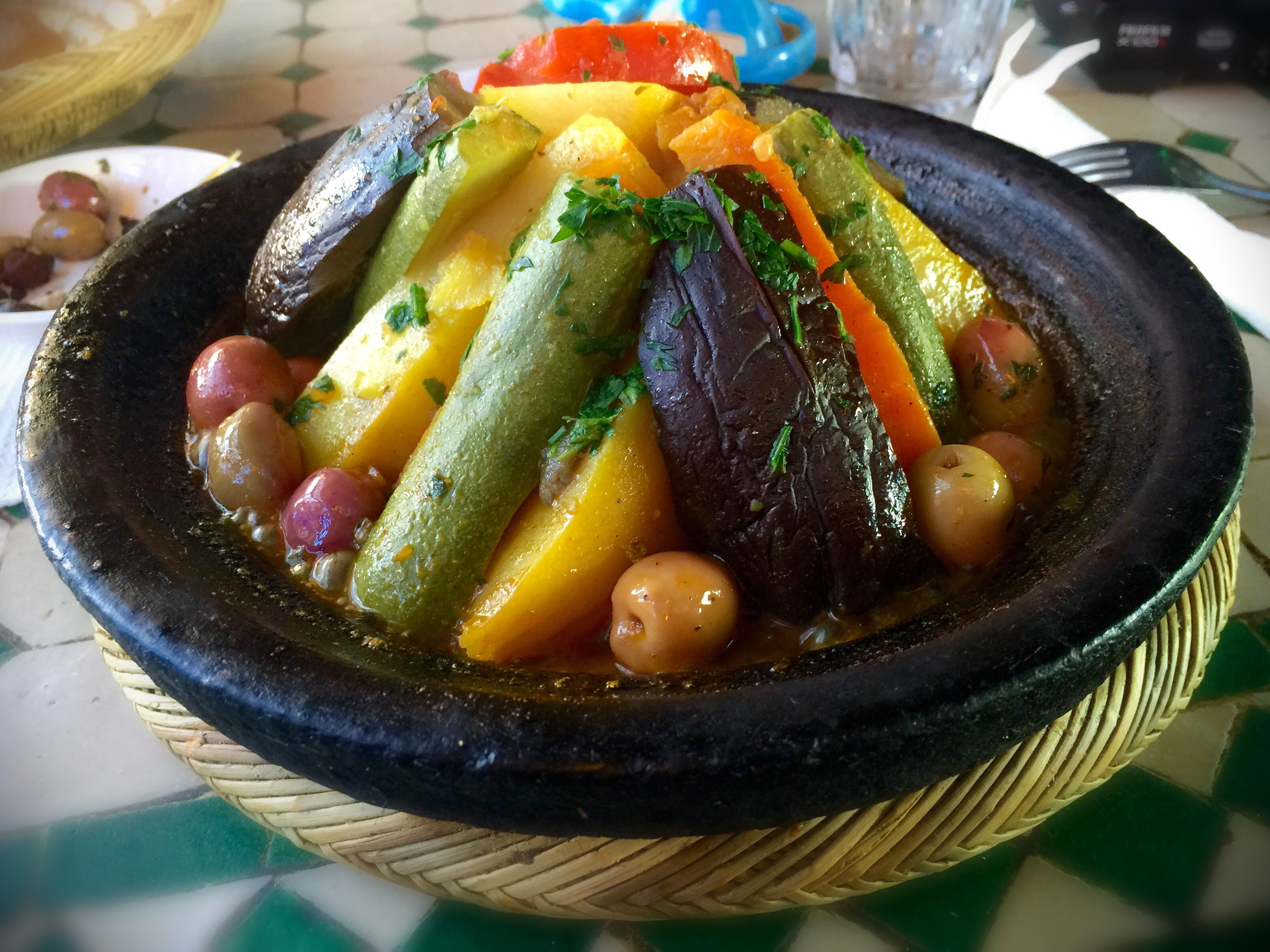
De vegetarische variant

Een tajine (Arabisch: طاجين, Berbers: ⵟⴰⵊⵉⵏ) is oorspronkelijk een stoofpot van aardewerk. De gerechten die ermee gemaakt worden ontlenen er tevens hun naam aan. Tajine is een van de bekendste gerechten in de Marokkaanse keuken en kent haar oorsprong in de Berberse keuken.

## Materiaal
Een tajine bestaat uit een grote dikke aardewerken schaal, waaruit de bereide gerechten opgediend kunnen worden, en een relatief hoog kegelvormig of bolvormig deksel. De meeste tajines zijn geglazuurd, maar zij kunnen ook ongeglazuurd zijn. Sommige tajines zijn beschilderd; deze dienen meestal ter decoratie of om het gerecht na bereiding in op te dienen.
Voordat een ongeglazuurde tajine voor de eerste keer gebruikt wordt, dient de schaal bij voorkeur 24 uur gevuld te worden met water. Hiermee kan worden voorkomen dat deze bij het eerste gebruik barst. Bij een ongeglazuurde tajine moet de schaal voor elk gebruik een half uur in water geweekt worden. Bij de traditionele tajines moet er opgepast worden voor loodvergiftiging, aangezien de glazuur van de tajine te hoge concentraties lood kan bevatten. Er zijn aardewerken tajines met loodvrij glazuur en gietijzeren versies van de tajine op de markt. Een andere variant is de elektrische tajine. Een aardewerken tajine kan niet op een kookplaat met inductie gebruikt worden. Een goede metalen tajine heeft een dikke bodem, zodat de warmte goed verspreid wordt en het gerecht niet aanbrandt.

## Varianten
Er zijn verschillende varianten van de tajine:
- Tajine 3adi: de normale tajine, met vlees of kip, groentes en friet.
- Tajine Barkok ou Lham: een tajine met pruimen en vlees. Meestal bij Marokkaanse bruiloften gegeven als nagerecht.
- Djaj Mhamer Tajine ou Frit: een tajine met gebraden kip, meestal met friet erop.
- Tajine Végétarien: een vegetarische tajine, bereid met courgettes, olijven en wortels.
- Tajine al Hout: tajine met alleen vis en groenten, meestal garnalen.
- De standaard tajine uit Marokko moet niet verward worden met de Tunesische tajine.

## Gebruik
De tajine wordt vooral voor stoofpotten gebruikt, waardoor het koken lang duurt. Bij het koken met de tajine slaat het verdampte water uit het voedsel als condens neer op het deksel, koelt daar af en loopt weer terug in de schaal. 
Traditioneel wordt een tajine op een rooster boven hete kolen geplaatst. Bij gebruik op gas is het nodig een sudderplaatje te gebruiken. Tajines worden zowel gebruikt om groente-, vlees- als visgerechten te bereiden.
In Marokko wordt de tajine vooral gebruikt voor stoofpotten van vlees, vis of groenten, samen met diverse specerijen (zoals het traditionele kruidenmengsel ras el hanout), uien, peulvruchten en/of aardappelen. Traditionele gerechten zijn lamsvlees met dadels of andere zoete vruchten, kip met olijven en ingemaakte citroen, en gehaktballetjes met tomaat. In bepaalde varianten van gerechten worden in de laatste fase van het kookproces kaas of geklopte eieren toegevoegd. Als de eieren gestold zijn kan het gerecht gestort worden en in stukken gesneden worden.
In Tunesië staat de tajine niet alleen op brandende kooltjes, maar bedekt men de tajine ook met hete kooltjes. Het resultaat is een gerecht met knapperige boven- en onderkant.

## Voorbeelden

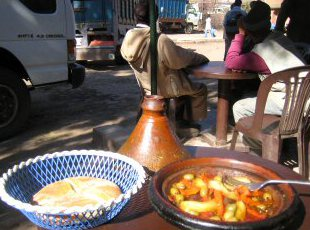
Tajine in Marrakesh
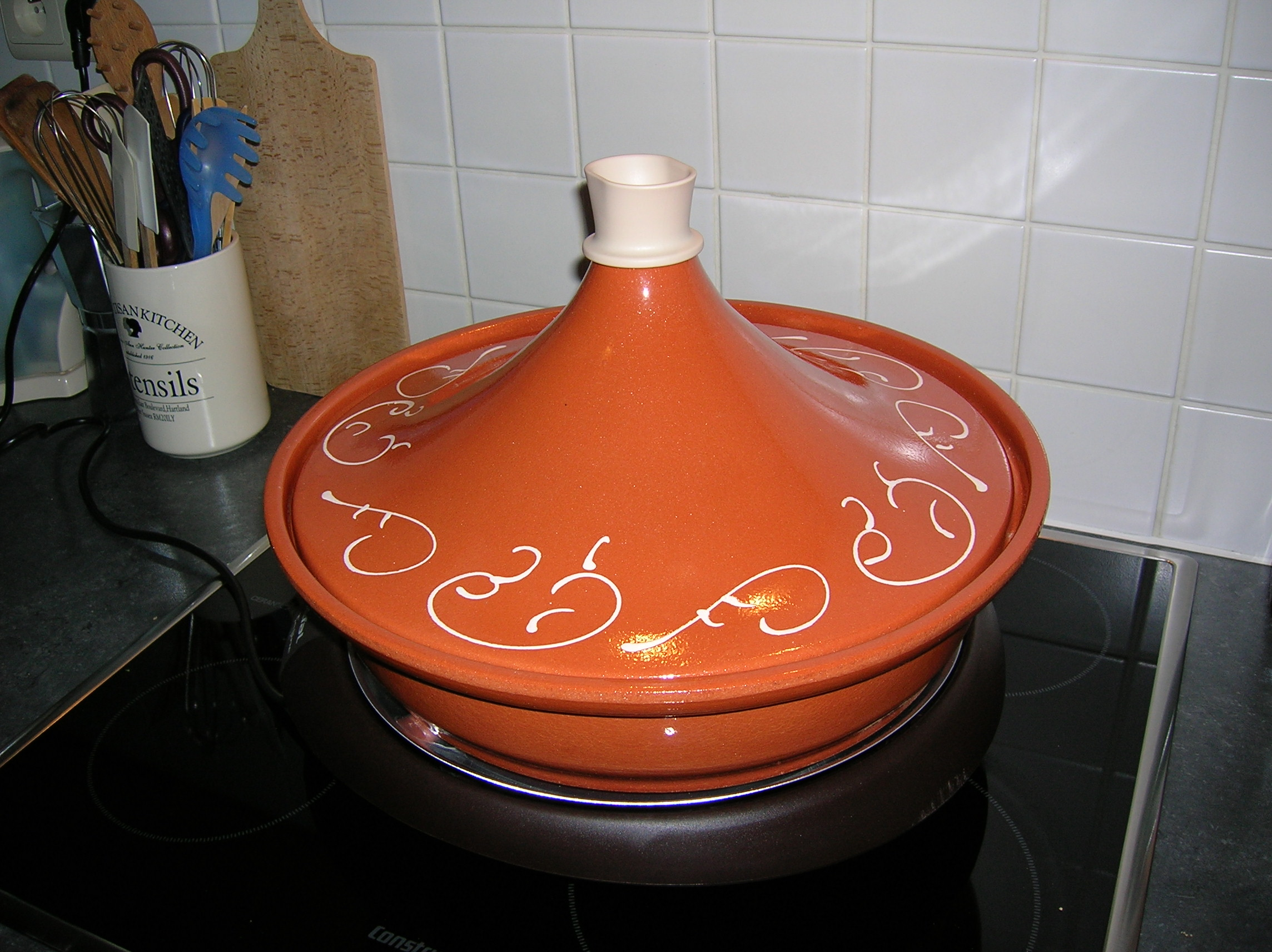
Moderne elektrische tajine
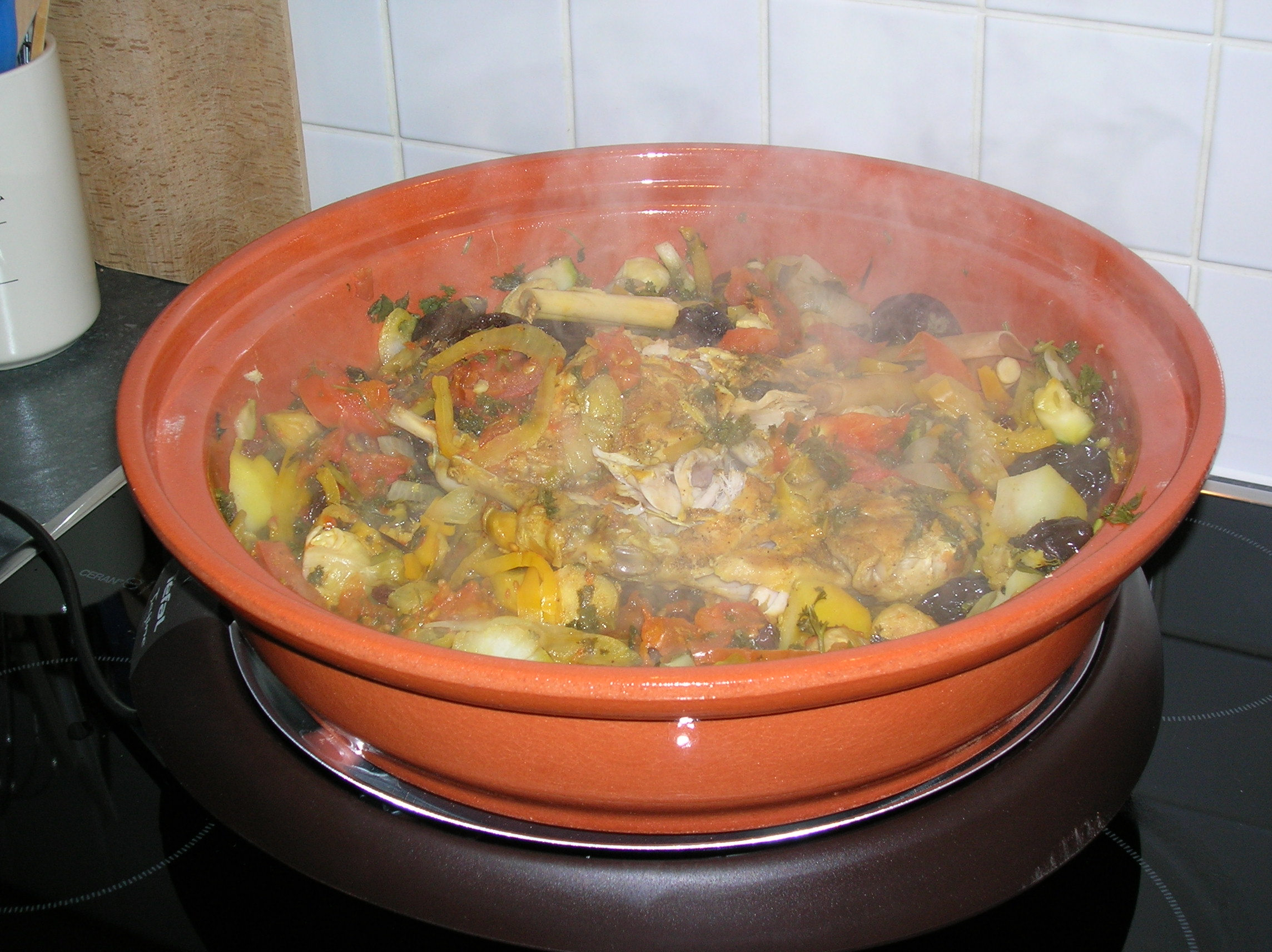
Gerecht elektrische tajine
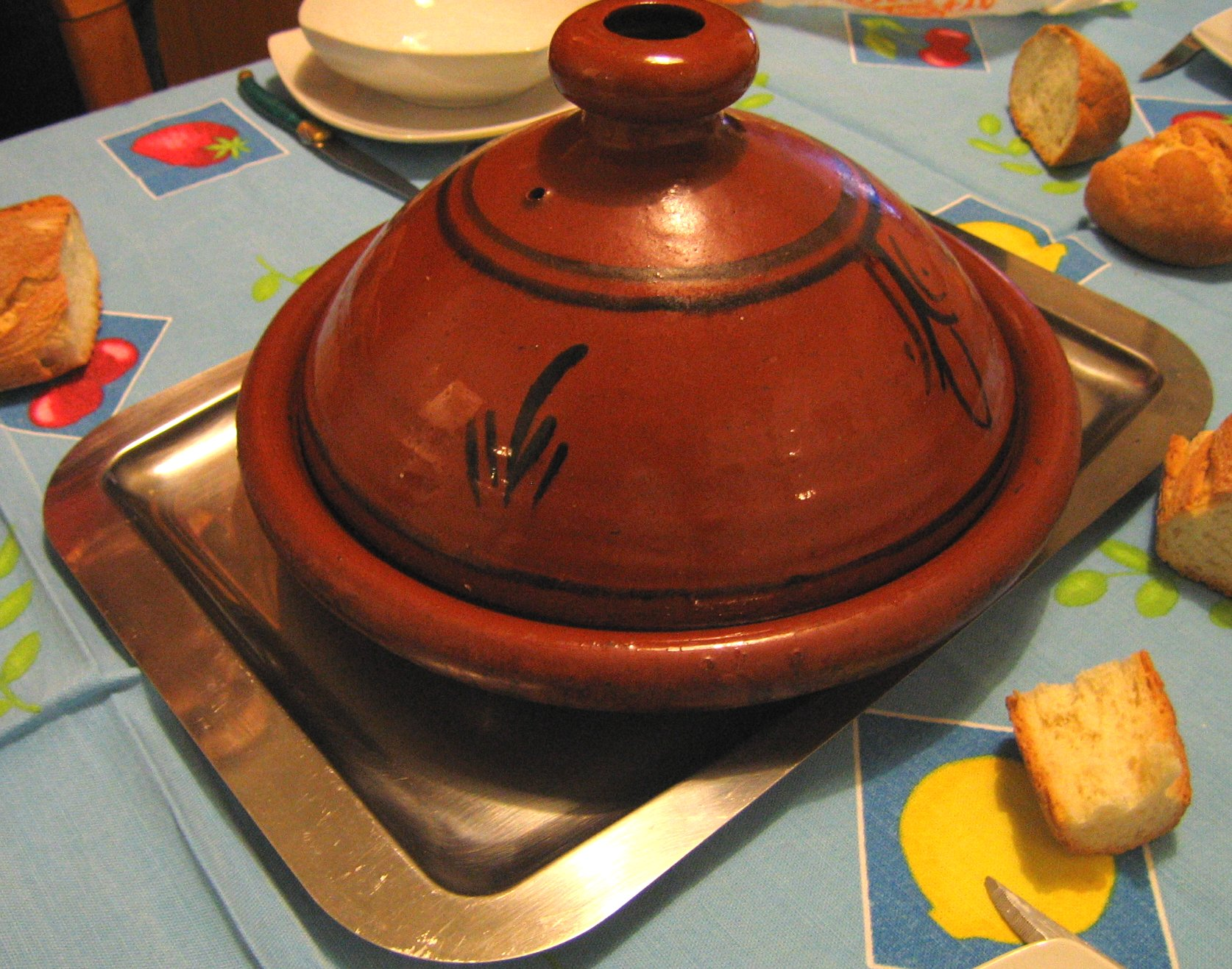
Ronde tajine

### Tajinerecepten
- Tajine met vlees en groenten[dode link]
- Tajine met sardientjes en garnalen[dode link]
- Kiptajine uit Essaouira[dode link]